# Kroppsyke-terapeut
|  | Sammenskrivningsforslag Artiklen Kroppsyke-terapeut er foreslået føjet ind i Carl-Mar Møller. (Siden februar 2020) Diskutér forslaget |

Ordet eller titlen Kroppsyke-terapeut er opfundet af Carl-Mar Møller i starten af 90'erne. Der skulle findes et ord, som dækkede over at være psykoterapeut og kropsterapeut. Dengang handlede kropsterapi omkring viden om muskulaturer, massage, muskeltraumer, spændinger i musklerne osv. Da det blev et langt ord at beskrive disse to uddannelser blev det slået sammen til ordet kroppsyke-terapeut. Altså en person der er uddannet i både psyken og de påvirkninger vores psyke kan påvirke kroppen med – især muskulatur.
| Psi | Spire Denne artikel om psykologi er en spire som bør udbygges. Du er velkommen til at hjælpe Wikipedia ved at udvide den. |